# Исаково (Шуйский район)
Исаково — деревня в Шуйском районе Ивановской области. Входит в состав Колобовского городского поселения.

## География
Находится в южной части Ивановской области на расстоянии приблизительно 19 км на юг-юго-восток по прямой от районного центра города Шуя.

## История
На карте 1780 года деревня (тогда Исакова) уже была. В 1859 году здесь (тогда деревня в составе Ковровского уезда Владимирской губернии) было учтено 15 дворов.

## Население
Постоянное население составляло 104 человека (1859 год), 69 в 2002 году (русские 100 %), 60 в 2010.